# Leo Thomas McCauley
Leo Thomas McCauley (* 1895; † 1974) war ein irischer Diplomat.
McCauley besuchte das St. Columb's College in Derry und studierte an der National University of Ireland. Danach wurde er in die irische Anwaltschaft (King’s Inns) aufgenommen. Im Jahr 1922 wurde McCauley im Finanzministerium tätig. 1929 wechselte er in das Außenministerium und wurde sogleich Erster Sekretär an der irischen Botschaft in Berlin, was er bis 1932 blieb. Von 1932 bis 1933 war er Geschäftsträger an der Botschaft. Es folgten Posten als Geschäftsträger an der Botschaft beim Heiligen Stuhl (1933 bis 1934), sowie Generalkonsul in New York City (1934 bis 1946). Als irischer Generalkonsul nahm er 1939 an der Weltausstellung in New York teil. 1949 wurde McCauley Gesandter in Spanien. Ein Jahr später wurde er 1950 zum Botschafter erhoben. Dieses Amt übte er noch bis 1955 aus. Von 1955 bis 1956 war er Botschafter in Kanada und wurde danach von 1956 bis 1962 als Botschafter erneut beim Heiligen Stuhl diplomatisch tätig.